# Ezcurra Inlet
Ezcurra Inlet – fiord na Wyspie Króla Jerzego, stanowiący północno-zachodnie ramię Zatoki Admiralicji.

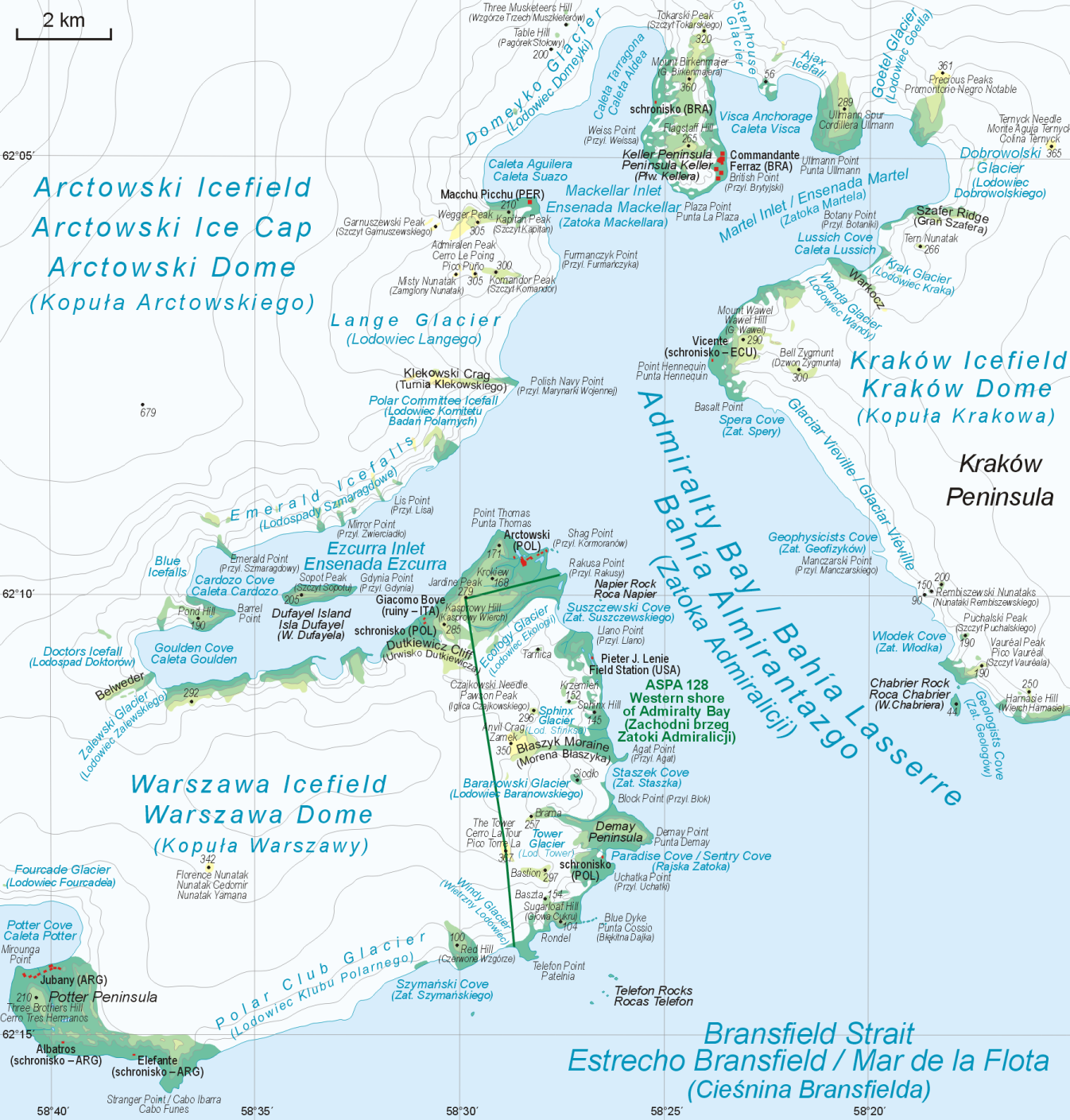
Położenie zatoki na mapie Zatoki Admiralicji

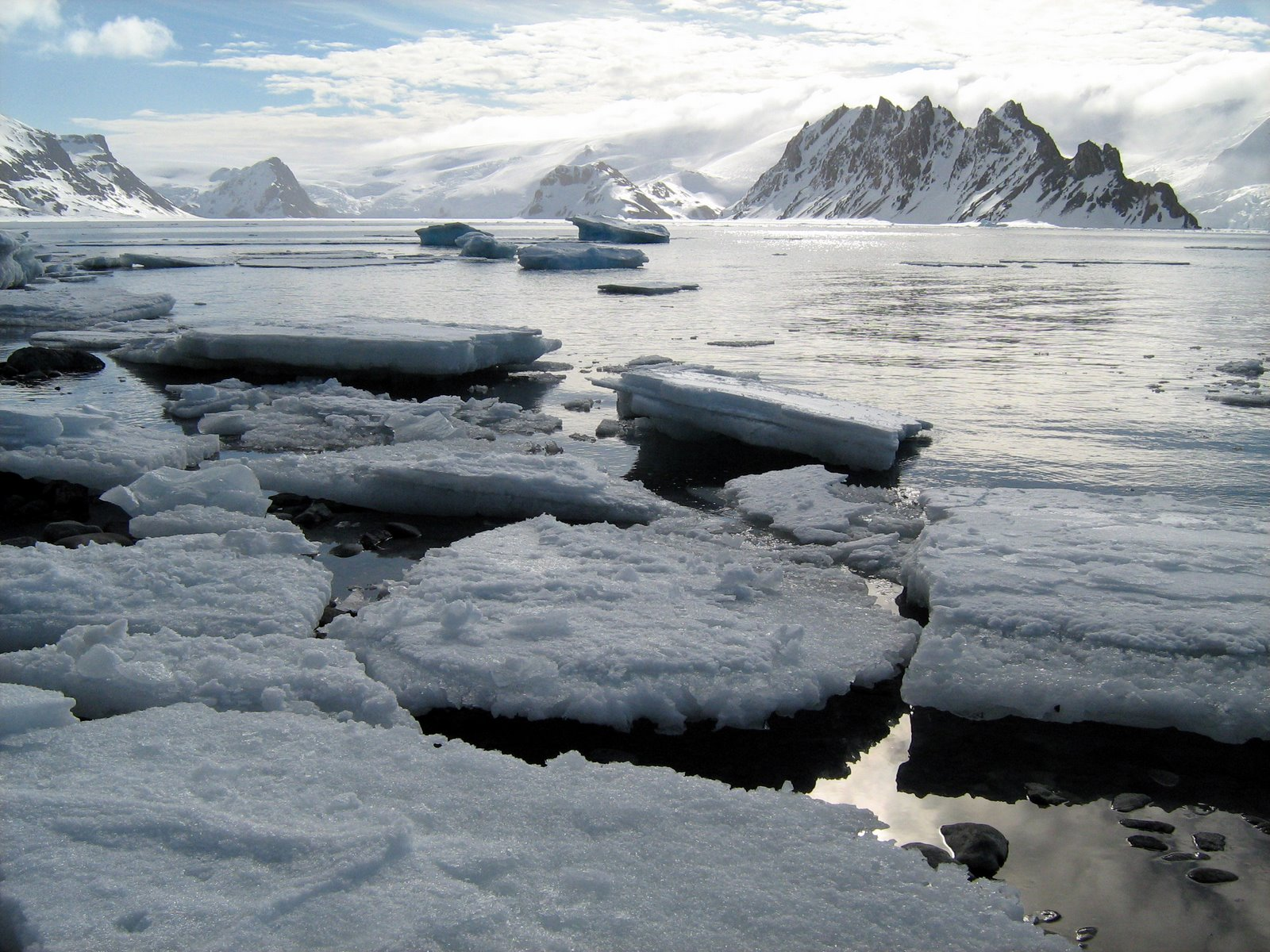
Ezcurra Inlet (z prawej Wyspa Dufayela)

Został skartografowany przez francuską ekspedycję naukową z lat 1908–1910. Nazwanano go na cześć Pedro de Ezcurry, argentyńskiego polityka i ministra rolnictwa, który w 1908 roku udzielił wsparcia francuskiej ekspedycji. Na obszarze fiordu leży Wyspa Dufayela.